# ۱۲۶۰۸ ازوپ
سیارک ۱۲۶۰۸ (به انگلیسی: 12608 Aesop، نامگذاری:2091P-L) دوازده هزار و ششصد و هشتمین سیارک کشف شده‌است که در ۲۴ سپتامبر ۱۹۶۰ کشف شد.